# 刘基墓
刘基墓位于浙江温州文成县南田镇，是明朝开国元勋刘基与两位夫人的合葬墓。刘基墓位于海拔1140米的夏山之麓，建于明洪武八年（公元1375年）正月，砖室封土结构，坐西南朝东北，占地约300平方米。清道光年间，建扶椅式卵石墓圈。民国十九年（1930年）树『明敕开国太师刘文成公墓』墓碑。2001年，刘基墓和刘基庙一起被中国国务院列为全国重点文物保护单位。